# 哲子の部屋
哲子の部屋（てつこのへや）は、NHK Eテレが2012年8月28日に放送を開始した、年1回または2回の哲学トークバラエティテレビ番組である。

## 概要
新感覚の哲学トークバラエティである。第二回では冒頭に「哲学」と「娯楽」と「反常識」の"Hybrid Edutainment"と紹介された。主にジル・ドゥルーズなど近現代フランス哲学を主軸にした解説をする。

## 放送リスト
| 年度 | タイトル                              | テーマ                             | 哲学教材                       | 初回放送日時                     |
| ---- | ------------------------------------- | ---------------------------------- | ------------------------------ | -------------------------------- |
| 2012 | #001 ぜいたくは敵！…なの？            | ぜいたく、ジャン・ボードリヤール   | ファイト・クラブ               | 2012年8月28日 火曜 23:00 - 23:30 |
| 2013 | #002 “本当の自分”って何？             | 変態                               | HK 変態仮面                    | 2013年8月20日 火曜 23:30 - 23:55 |
| 2014 | #003 哲学って、考えるって何?          | 思考と習慣                         | 恋はデジャ・ブ                 | 2014年8月17日 日曜 0:00 - 0:30   |
| 2014 | #004 人はなぜ学ばなければいけないの？ | 環世界                             | 恋はデジャ・ブ                 | 2014年8月24日 日曜 0:00 - 0:30   |
| 2015 | #005 どうしたら“恋”できるの？         | 選択(en)とジル・ドゥルーズのこれ性 |                                | 2015年5月21日 木曜 23:15 - 23:45 |
| 2015 | #006 人はなぜやたらと懐かしがるの？   | ジャンケレヴィッチのノスタルジー   | バック・トゥ・ザ・フューチャー | 2015年5月28日 木曜 23:15 - 23:45 |

## 出演者
| 年度 | 哲学者     | 女性芸能人 | 男性芸能人     |
| ---- | ---------- | ---------- | -------------- |
| 2012 | 國分功一郎 | 吉木りさ   | 哲夫           |
| 2013 | 千葉雅也   | 清水富美加 | マキタスポーツ |
| 2014 | 國分功一郎 | 清水富美加 | マキタスポーツ |
| 2015 | 千葉雅也   | 清水富美加 | マキタスポーツ |
| 2015 | 石岡良治   | 清水富美加 | マキタスポーツ |

- 語り：島本須美

## 受賞歴
- 全日本テレビ番組製作社連盟 第31回ATP賞 情報・バラエティ部門 優秀賞（2014年度）[1]

## 書籍
- 哲子の部屋 1 哲学って、考えるって何?（河出書房新社、2015年5月1日）[2] ISBN 978-4-309-24705-2
- 哲子の部屋 2 人はなぜ学ばないといけないの?（河出書房新社、2015年5月1日）[3] ISBN 978-4-309-24706-9
- 哲子の部屋 3 “本当の自分”って何？（河出書房新社、2015年5月1日）[4] ISBN 978-4-309-24707-6